# Elissa Aalto
Elsa Kaisa (Elissa) Aalto, född Mäkiniemi 22 november 1922 i Kemi, död 12 april 1994 i Helsingfors, var en finländsk arkitekt. Hon var mångårig medarbetare och andra hustru till Alvar Aalto.
Elissa Aalto blev färdig arkitekt 1949 i Helsingfors och anställdes samma år vid Alvar Aaltos byrå. De gifte sig 1952. Makarna hade ett tätt samarbete och efter Alvar Aaltos död 1976 tog hon sig an uppgiften att slutföra ett antal av honom påbörjade projekt, däribland Jyväskylä universitet, museet Kunsten i Aalborg, Maison Louis Carré i Bazoches-sur-Guyonne och Aalto-Theater i Essen. Hon engagerade sig även i renoverings- och underhållsarbeten i Alvar Aaltos byggnader; exempelvis förhindrade hon Helsingfors stad från att ersätta marmorn på Finlandiahusets fasad med granit. År 1992 tog hon, tillsammans med finska Miljöministeriet, initiativ till bildandet av en kommitté för restaurering av Viborgs bibliotek.
År 1981 blev hon hedersmedlem i American Institute of Architects.
Förutom arkitektverksamheten ritade Elissa Aalto även en serie minimalistiska tapeter åt inredningsföretaget Artek, inklusive mönstret H55 som skapades för H55-utställningen i Helsingborg 1955.

### Tidningsartiklar
- Virtanen, Berit (23 april 1994). ”Obituary: Elissa Aalto”. The Independent. http://www.independent.co.uk/news/people/obituary-elissa-aalto-1371866.html. Läst 23 juni 2014.